# Invencible (canción de Libido)
El «Invencible» (Inglés: Invicible) es un sencillo de Pop*Porn de Libido, lanzado en 2003. Fue compuesta por Jeffry Fischman. Este tema quedó en el puesto 13 en el ranking Los 100 + pedidos del 2003 realizado por MTV.

## Video
El video se grabó en septiembre de 2003 se grabó en unas cordilleras de Chile , bajo de la dirección de Juan Pablo Olivares, en donde se muestra a la banda en contacto con la naturaleza de ese paisaje natural.

## Letra
Es un tema muy positivo de la banda, con temáticas como la autoestima entre otros. 

## Posiciones en rankings
| Año  | Ranking                    | Ubicación |
| ---- | -------------------------- | --------- |
| 2003 | Los 100 + pedidos del 2003 | 13        |